# OfficeTower Darmstadt
Koordinaten: 49° 52′ 17,8″ N, 8° 38′ 38,7″ O

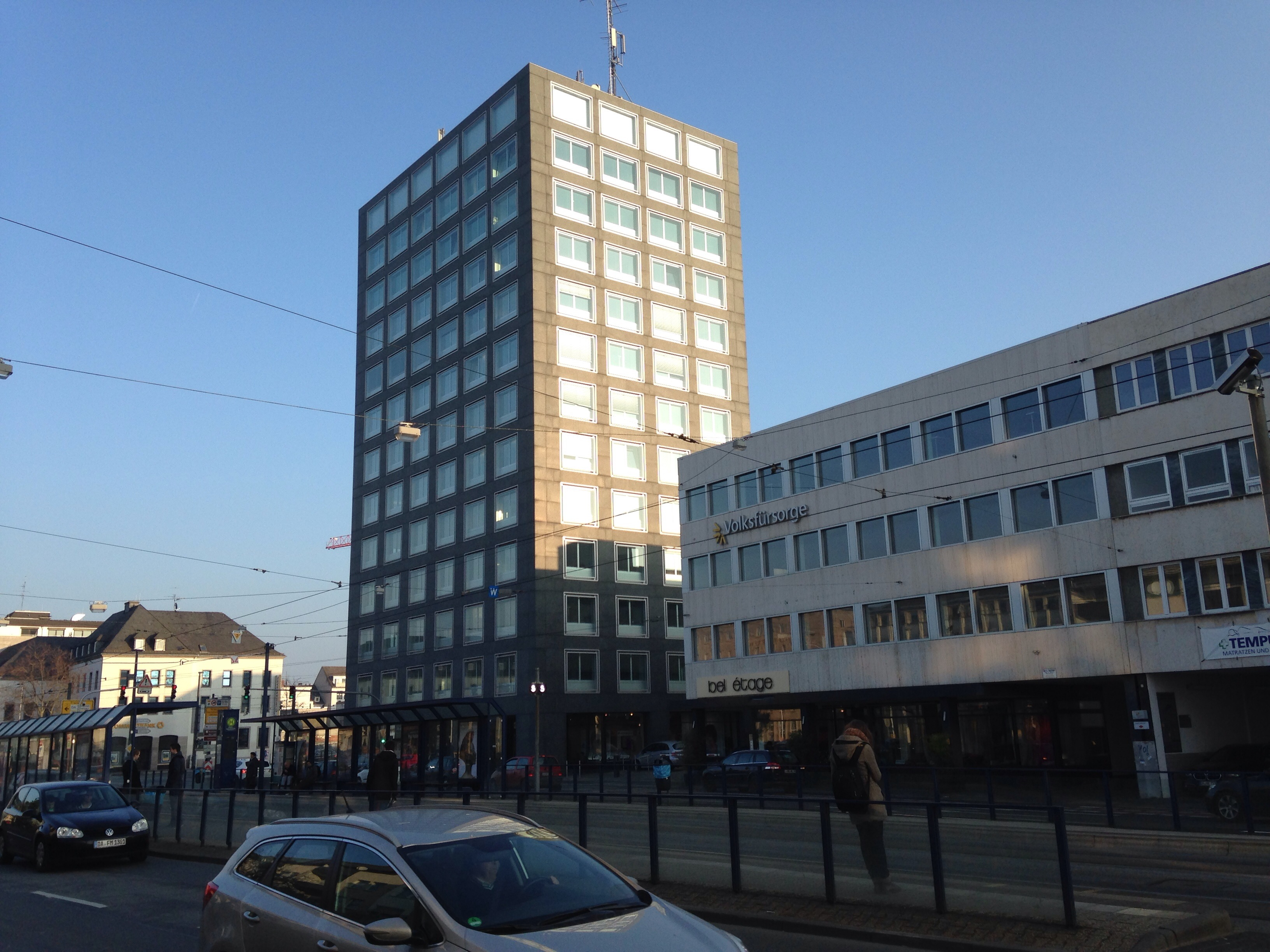
OfficeTower Darmstadt (2014)

Der 45 Meter hohe OfficeTower, im Volksmund als „Menglerbau“ bezeichnet, in der Rheinstraße 40–42 in der Darmstädter Innenstadt besteht aus einem 12-stöckigen Hauptgebäude, einem dreistöckigen Nebengebäude, dem Westtrakt und einem zweistöckigen Südflügel. Die Obergeschosse der Haupt- und Nebengebäude fungieren ausschließlich als Büroflächen.
Die Planung des Gebäudes stammt vom Schweizer Architekten Max Dudler.
Errichtet wurde das Gebäude 1966. In den 1970er und 1980er Jahren war im Hauptgebäude des Menglerbaus die Schulabteilung des Regierungspräsidiums Darmstadt untergebracht. Seit 1998 stand das Gebäude leer und wurde vom bisherigen Eigentümer Allianz Immobilien an Newcom Real Estate Network veräußert. Der neue Besitzer ließ das Gebäude zwischen 2002 und 2003 sanieren.
Vom Office-Tower werden die UKW-Sender Antenne Frankfurt 95.1 (100,8 MHz, 500 Watt), Radio Darmstadt (103,4 MHz, 320 Watt) und Radio Bob (92,4 MHz, 200 Watt) abgestrahlt.

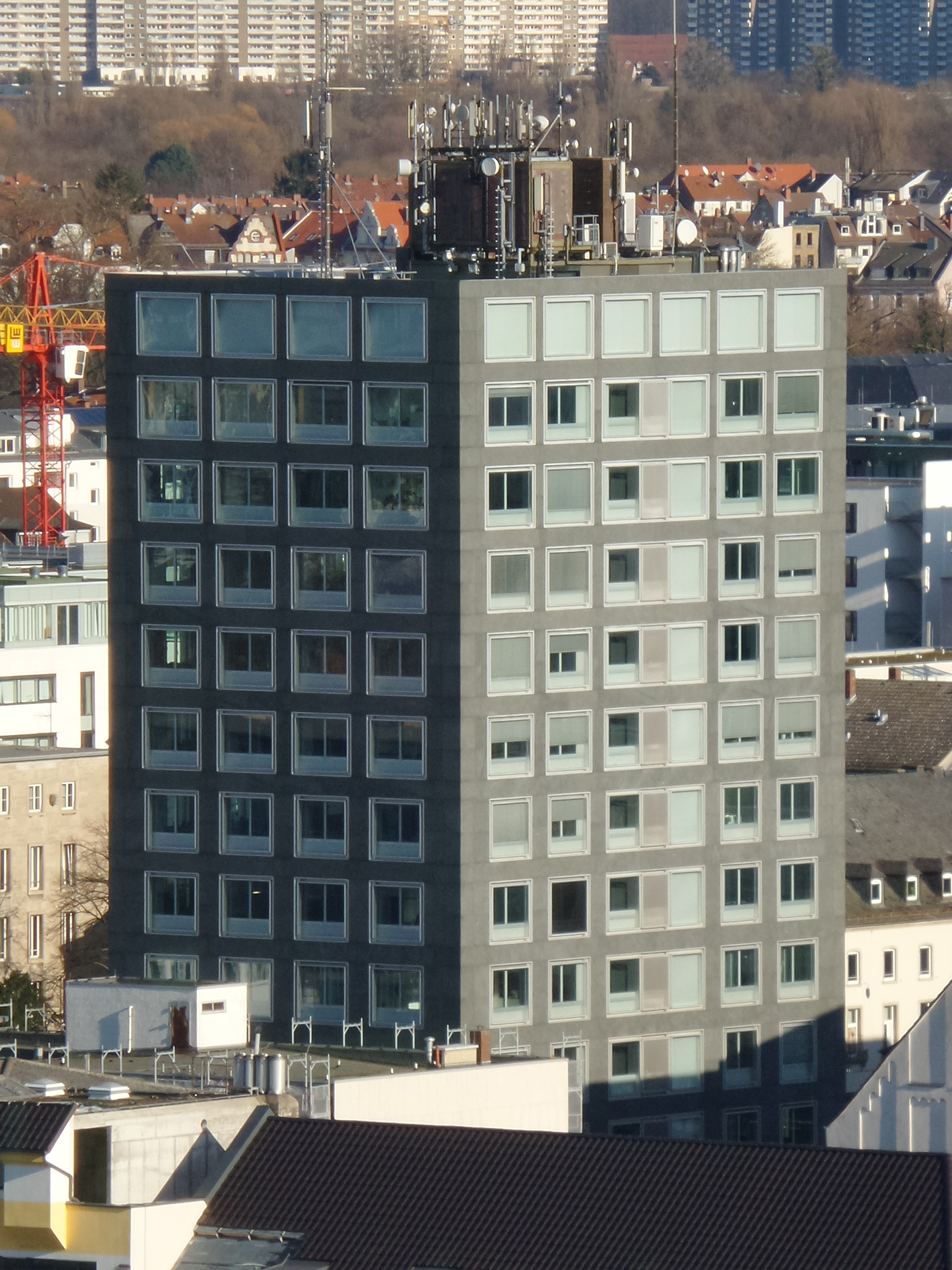
Sendeanlagen auf dem OfficeTower Darmstadt